# Olga Jewgenjewna Gruschko
Olga Jewgenjewna Gruschko (russisch Ольга Евгеньевна Грушко; * 29. Juli 1936 in Moskau) ist eine sowjetisch-russische Metallurgin und Materialwissenschaftlerin.

## Leben
Gruschko studierte am Moskauer Luftfahrt-Technologie-Institut (MATI) mit Abschluss 1959.
Nach dem Studium arbeitete Gruschko im MATI zunächst als Ingenieurin und dann als wissenschaftliche Mitarbeiterin. Sie wurde 1969 zur Kandidatin und 1990 zur Doktorin der technischen Wissenschaften promoviert. 2011 ging sie in den Ruhestand.
Gruschkos Arbeitsschwerpunkt war die wissenschaftliche Klärung der Vorgänge beim Schmelzen und Erstarren von Aluminium-Legierungen, insbesondere Aluminium-Lithium-Legierungen, mit reduzierter Dichte für die industrielle Fertigung von Brammen und Halbzeug.

## Ehrungen, Preise
- Ehrenflugzeugbauer der UdSSR (1985)[2]
- Staatspreis der Russischen Föderation (1999) für die Entwicklung ultraleichter Legierungen für die Luftfahrt- und Raumfahrttechnik[3]
- Ehrenarbeiter der Industrie der Stadt Moskau (2007)